# Ein Hoch der Liebe
Ein Hoch der Liebe is een Duitstalig lied uit 1968 dat oorspronkelijk gezongen werd door de Noorse zangeres Wenche Myhre. Het was de Duitse inzending voor het Eurovisiesongfestival van 1968 in Londen, waar Myhre een zesde plaats behaalde. Daarnaast belandde het in de hitlijsten op nummer 18 in Duitsland en nummer 17 in Oostenrijk.
De muziek werd gecomponeerd door Horst Jankowski, die het orkest tijdens het festival ook dirigeerde, en de tekst werd geschreven door Carl J. Schäuble.
Het lied werd in hetzelfde jaar in verschillende talen opnieuw uitgebracht, zoals door Horst Jankowski zelf in het Engels (And we got love), Patricia Paay in het Nederlands (Dat is de liefde), Birthe Kjær in het Deens (Sig ja til kærlighed) en Simone de Oliveira in het Portugees (Vivo o amor). Geen van deze vier behaalde een hitnotering. De tekst van de Nederlandse versie werd geschreven door John van Schalkwijk.